# Liste der Monuments historiques in Tréflaouénan
Die Liste der Monuments historiques in Tréflaouénan führt die Monuments historiques in der französischen Gemeinde Tréflaouénan auf.

## Liste der Bauwerke
| Bezeichnung            | Beschreibung | Standort | Kennzeichnung | Schutzstatus | Datum | Bild           |
| ---------------------- | ------------ | -------- | ------------- | ------------ | ----- | -------------- |
| Manoir de Créac'hingar | Herrenhaus   | (Lage)   | PA00090461    | Inscrit      | 1979  | weitere Bilder |

## Liste der Objekte
- Monuments historiques (Objekte) in Tréflaouénan in der Base Palissy des französischen Kultusministeriums